# Ögonen i Gaza

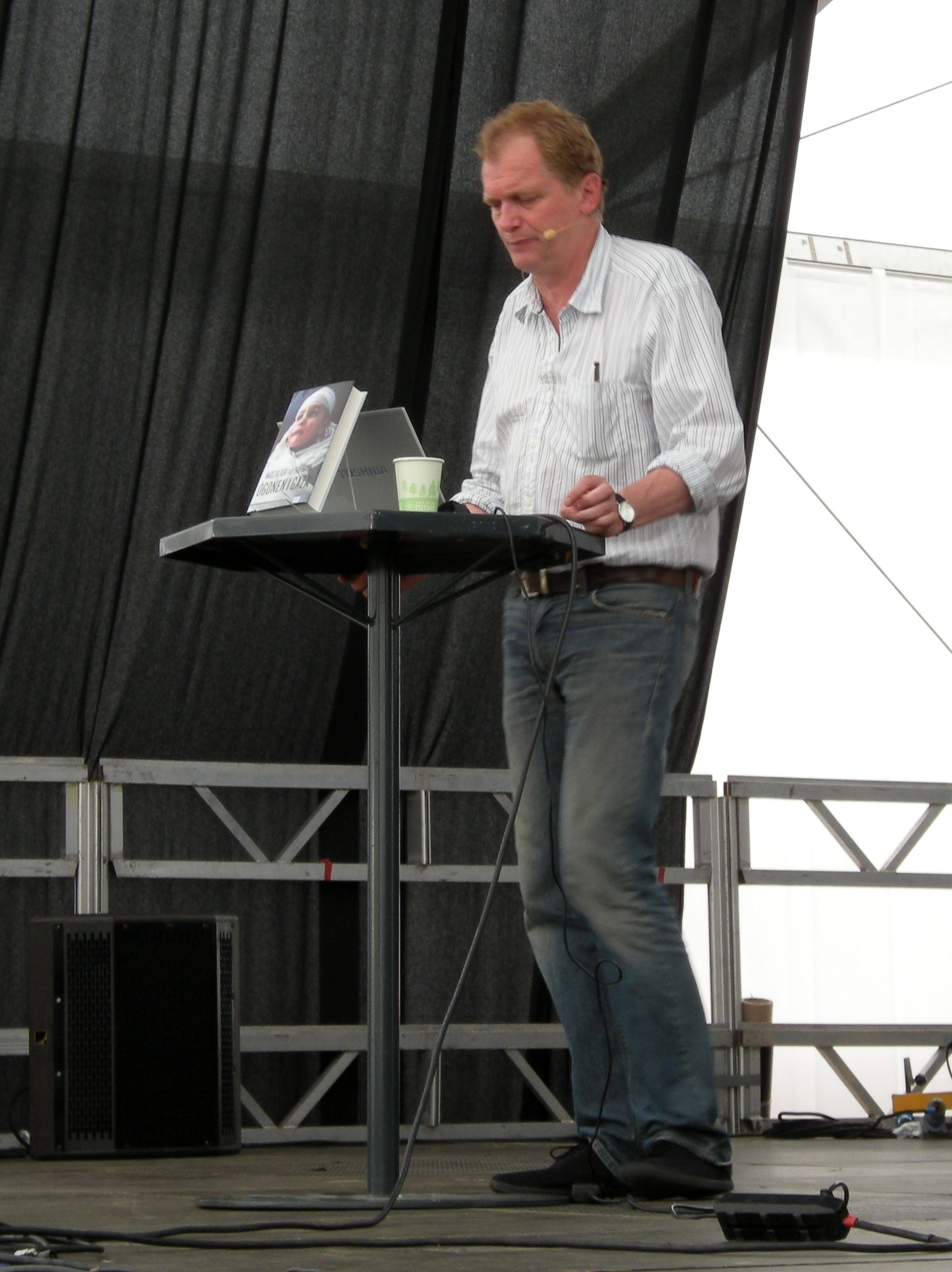
Erik Fosse håller föredrag om Ögonen i Gaza på Peace & Love i Borlänge

Ögonen i Gaza (norsk originaltitel: Øyne i Gaza) är en bok av Erik Fosse och Mads Gilbert. Den gavs ut i Norge 2009. En svensk översättning gavs ut av Ordfront förlag 2010.
I boken redogör författarna för sina gemensamma upplevelser som fältläkare i Gazaremsan under Gazakriget 2008-2009. Ingår gör även fotografier tagna av författarna själva. Fosse och Gilbert var två av ett fåtal västerlänningar som befann sig i Gaza under Israels offensiv och hade en viktig roll i medias möjlighet att rapportera om händelsen.